# کاگریلینتاید
کاگریلینتاید (انگلیسی: Cagrilintide) یک آنالوگ طولانی اثر آمیلین است. این دارو برای درمان چاقی و دیابت نوع دو به تنهایی و در ترکیب با سماگلوتاید به عنوان کاگریلینتید/سماگلوتاید در حال آزمایش است.